# Mesacanthion hirsutum
Mesacanthion hirsutum är en rundmaskart som beskrevs av Gerlach 1953. Mesacanthion hirsutum ingår i släktet Mesacanthion och familjen Enoplidae. Inga underarter finns listade i Catalogue of Life.